# Agave cupreata
El agave papalote (Agave cupreata) es una planta de la familia Asparagaceae. Es endémico de Michoacán, Guerrero y Oaxaca en México. No se reproduce vegetativamente lo cual ocasiona que su explotación para producción de mezcal, justo antes de producir flores y frutos, impida que las poblaciones sobrevivan. Su características sobresaliente son las espinas color cobre.
La reproducción se hace por semilla después almácigos se riega en todo el proceso a los 15 días se planta y a los dos meses se replantar otra vez continuar regando hasta las lluvias del segundo año de que se sembró para a inicios de lluvias se planta en su ubicación final
Si bien no es necesario se le puede aportar nitrógeno para que esté más sano y crezca más rápido dependiendo de la cantidad de agua y fertilizante es la velocidad de crecimiento

## Descripción
Se clasifica dentro del grupo Crenatae, el cual se distingue por espinas de color cobre, hojas anchas verde claro, muy dentadas y con impresiones de espinas muy marcadas en los bordes. Tiene una variación muy amplia en la forma de sus hojas, espina terminal y marginal pero sigue este patrón del grupo. La inflorescencia es paniculada, monocarpica; es decir, que florece una vez y muere. Es una planta que alcanza la madurez entre 7 y 15 años y solo se reproduce sexualmente. 

## Distribución y hábitat
Habita en laderas desde los 1220 a 1850 metros de altitud en la depresión del Balsas, región semiárida de los estados de Guerrero y Michoacán, al sur-occidente de México. Sus poblaciones han sido diezmadas por cosecha de individuos maduros justo antes de su floración para producir mezcal en destilerías artesanales, lo cual evita la reproducción de la especie.
Lamentablemente pierde calidad el agave cuando se deja florear por lo que se cosecha antes sin embargo se selecciona las plantas más saludables sanas grandes vigorosas para su reproducción 
las comunidades del municipio de madero en Michoacán llevan años ya cultivando y reproduciendo por lo que no creo que se encuentre amenazado

## Nombres comunes
- maguey, agave, agave papalote, maguey de hoja ancha, maguey cimarrón, maguey mezcalero[3]